# تشارلز رينولدز
تشارلز رينولدز (بالإنجليزية: Charles Reynolds)‏ هو ساحر استعراضي أمريكي، ولد في 9 سبتمبر 1932 في توليدو في الولايات المتحدة، وتوفي في 4 نوفمبر 2010 بسبب سرطان الكبد.

## وصلات خارجية
- تشارلز رينولدز على موقع قاعدة بيانات برودواي على الإنترنت (الإنجليزية)